# Limnonectes shompenorum
Espèce
Statut de conservation UICN

 LC  : Préoccupation mineure
Limnonectes shompenorum est une espèce d'amphibiens de la famille des Dicroglossidae.

## Répartition
Cette espèce se rencontre en Indonésie à Sumatra et en Inde à la Grande Nicobar.

## Description
Cette espèce mesure entre 71.8 et 79 mm.

## Étymologie
Cette espèce est nommée en l'honneur des Shompen.

## Publication originale
- Das, 1996 : Limnonectes shompenorum, a new species of ranid frog of the Rana macrodon complex from Great Nicobar, India. Journal of South Asian Natural History, Colombo, vol. 2, p. 127-134 (texte intégral).